# Korinne, Krasnîi Luci
Korinne (în ucraineană Корінне) este un sat în orașul regional Miusînsk din orașul regional Krasnîi Luci, regiunea Luhansk, Ucraina.

## Demografie
Componența lingvistică a localității Korinne
     Rusă (68,63%)
     Ucraineană (31,37%)
Conform recensământului din 2001, majoritatea populației localității Korinne era vorbitoare de rusă (68,63%), existând în minoritate și vorbitori de ucraineană (31,37%).